# ريتشارد وارتون
ريتشارد وارتون (بالإنجليزية: Richard Wharton)‏ هو ممثل أمريكي، ولد في 1950.

## أعمال

### أفلام
- (2012) المختلين السبعة[1]
- (2013)  العالم المظلم[2][3][4]

## وصلات خارجية
- ريتشارد وارتون على موقع IMDb (الإنجليزية)
- ريتشارد وارتون على موقع قاعدة بيانات الفيلم (الإنجليزية)